# اقتصاد الكفاية

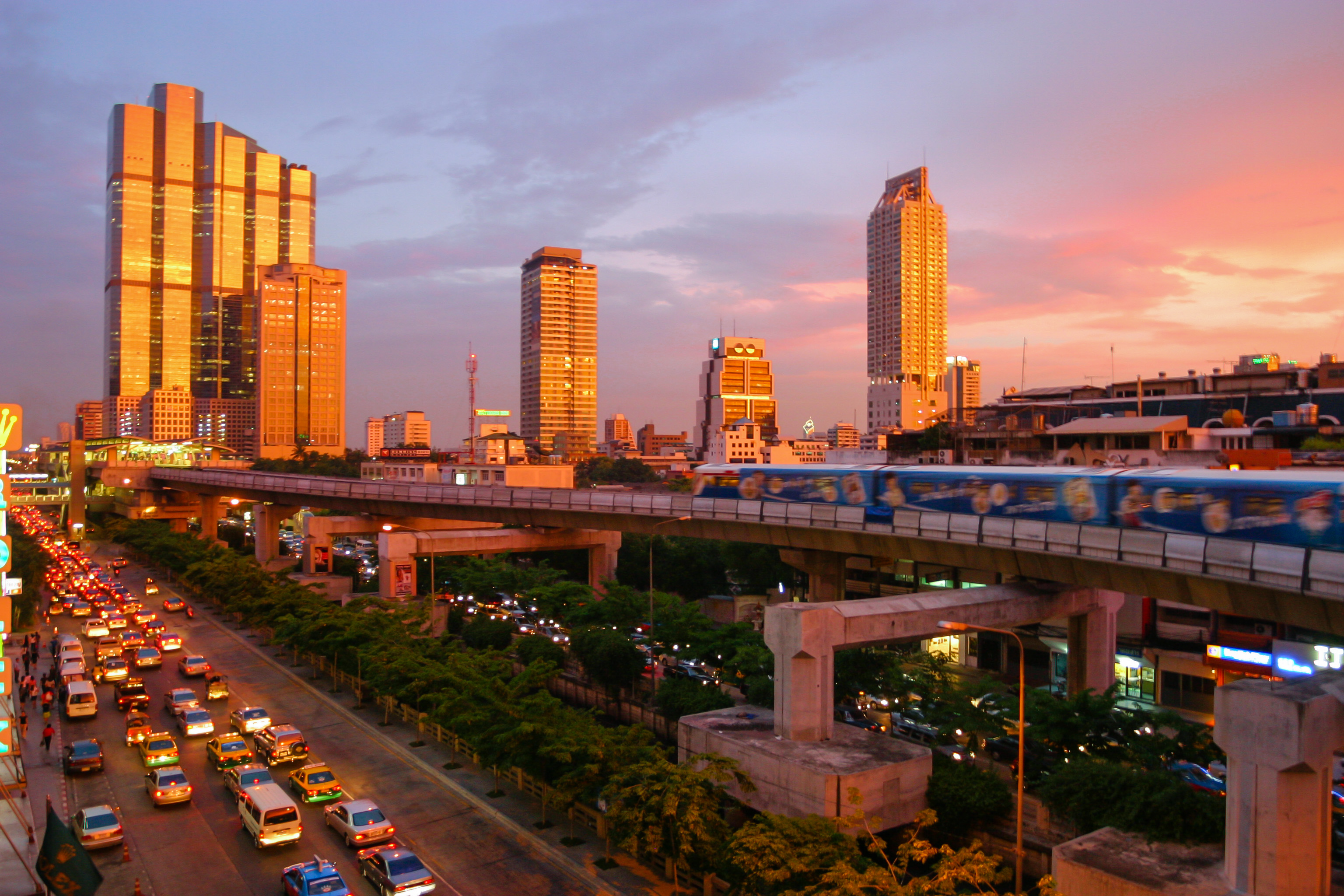

اقتصاد الكفاية (Sufficiency economy) هو اسم طريقة التطوير التي وصفها الملك بوميبول أدولياديج في مؤلفةِ "sufficiency economy philosophy" وقد تم التعاون على تطوير هذه الطريقة لاحقا من قبل الأكاديميات التايلندية ودعمها من قبل حكومة تايلاند وطبقت في أكثر من 23 ألف قرية تايلندية تحتوي على مشاريع ترتكز في أدائها على هذا النوع من الاقتصاد.

## التاريخ
مباشرة بعد وصوله للحكم في عام 1946, جال الملك بوميبول البلاد واطلع على الصعوبات التي يواجهها المزارع التايلندي. في ذلك الوقت كان الناتج المحلي للفرد التايلندي لايتجاوز 200$. تملّك جل اهتمامه حينها تطوير المناطق الريفي وقام بإطلاق عدد من المشاريع الملكية لمساعدة الريف الفقير.
أبصر اقتصاد الكفاية النور خلال أزمة 1997 الاقتصادية التي عصفت بالكثير من البلدان الشرق أسيوية عندما ألقى الملك خطابا متلفزا قال فيه «في الآونة الأخيرة، الكثير من المشاريع تم تطبيقها، الكثير من المعامل تم بناؤها، حتى أنه من العتقد أن تايلند ستصبح نمرا صغيرا، وبعدها نمرا كبيرا (المقصود النمور الآسيوية)، الناس مهتمون جدا بأن نصبح من النمور.. ولكن ليس من المهم أن نكون من النمور. الشيء المهم بالنسبة لنا هو أن يكون لدينا اقتصاد يكفينا. هذا يعني أن يكون لدينا مايكفي لإعالة أنفسنا».

## مفهوم اقتصاد الكفاية
ثلاثة مكونات مترابطة وشرطان يتشكل منها مفهوم الاقتصاد المبني على الكفاية، المكونات الثلاث هي: العقلانية (أو الحكمة)، التواضع والحذر. أما الشرطان فهما: المعرفة والأخلاقية.
على النقيض من المبدأ القائل بأن الهدف الأساسي من الشركة هو تحقيق أرباح عظمى لصالح الشركاء، الاقتصاد المبني على الكفاية يركز على تحقيق زيادة قصوى في فوائد الشركاء وبشكل أهم يعنى التركز بشكل أقصى على الربح طويل الأمد بدلا من النجاح الآني.
تبعا للأكاديمية الوطنية للتطوير الاجتماعي والاقتصادي التايلندية فإن الاقتصاد المبني على الكفاية ليس نظرية تتحدث عن كيفية عمل اقتصاد بلد ما، ولكنه دليل لصنع القرارات التي تؤدي لنتائج مفيدة للتطوير.

## ترجمة الفلسفة النظرية إلى خطوات واقعية
المؤسسة الحكومية التايلندية المسؤولة بشكل مباشر عن تطبيق مبادئ الاقتصاد المبني على الكفاية هي اللجنة الوطنية للتطوير الاقتصادي والاجتماعي National Economic and Social Development Board (NESDB)، أدة هذه المؤسسة الأساسية للعمل هي الخطة الوطنية للتطوير الاقتصادي، آخر نسخة من هذه الخطة (النسخة الثانية عشرة) تغطي السنوات 2017 وحتى 2021.
بعد الانقلاب الذي حدث عام 2006، ادعت لجنة الانقلاب العسكرية بأن السياسات المتبعة من قبل رئيس الوزراء المخلوع Thaksin Shinawatra كانت غير متوافقة مع فلسفة الملك. وحرصت مقدمة الدستور الجديد الذي تم وضعه على تبني الكفاية الذاتية كمبدأ أساسي للحكم.
رئيس الوزراء المعين من قبل لجنة الانقلاب Surayud Chulanont تعهد بتخصيص 10 بليون بات (300 مليون دولار أمريكي) لمشاريع تختص بالترويج لاعتماد أكبر لمبدأ الكفاية الذي وضعه الملك. قام رئيس الوزراء بهذا التعهد خلال مشاركته بالاحتفالات بعيد ميلاد الملك الثمانين.

## الانتقادات
تبعا لرأي تم التعبير عنه في رسالة مسربة غير سرية ولكن حساسة من السفارة الأمريكية في بانكوك إلى وزارة الدفاع الأمريكية فإن مبادئ اقتصاد الكفاية «غامضة وغير محددة بشكل واضح» وتعود شعبيتها ل «تردد عام في نقد أي شيء متعلق بالملك المبجل».
الأجانب كانو بالمعظم متروكين لحيرتهم بعد لقاء مع مسؤولين من وزارة المالية حيث تم شرح «الحاجة للمزيد من الكفاية»، حيث أشار مدير شركة Standard & Poor للاستشارات المالية «لاأحد يعلم ماذا يعني اقتصاد الكفاية».جريدة The Asia Times أشارت لأنه «هناك خطورة تنبع من إمكانية تحوير الفلسفة الملكية من قبل موظفين حكوميين أقل حرصا كفرصة لإساءة استخدام سلطتهم من أجل الحصول على منافع شخصية، بالتحديد ضمن المجالات التي تتضمن استثمارات أجنبية»